# Aljibe del Rey (Granada)
El Aljibe del Rey, también conocido como Aljibe real o Aljibe viejo, es una estructura hidráulica ubicada en el barrio del Albaicín de Granada, Andalucía, España. Se trata del mayor aljibe histórico de la Granada musulmana, construido durante el Reino zirí, en torno al siglo XI. Actualmente el Aljibe del Rey se encuentra dentro del Carmen del Rey, que alberga el Centro de interpretación del agua y la sede de la Fundación AguaGranada, que lleva gestionando el monumento desde enero de 2008.

## Historia
Este aljibe era suministrado por un ramal de la acequia de Aynadamar, proveniente de Fuente Grande, en Alfacar, y que desde el siglo XI nutría, asimismo, las huertas del rey Badis Ben Habús de la dinastía zirí. Victor Rabasco García considera que la existencia de un aljibe de estas proporciones, 300 metros cúbicos, era evidencia de que daba servicio a un complejo mucho más grande, probablemente la Alcazaba Cadima relacionada con la monarquía, de ahí su nombre.
Una de las curiosidades de los aljibes es que se solían usar galápagos, debido a que estos animales se alimentaba de algas e insectos, dejando el agua limpia. 

## Descripción
Su estructura es cuadrangular con cuatro naves y unas dimensiones de once por once metros. Cada nave está dividida por arcos de medio punto, apoyados sobre pilares cuadrados, y cada bóveda mide unos cuatro metros de altura, 10,63 metros de longitud y 2,40 metros de anchura. Se trata del único aljibe en Granada que presenta dos lumbreras por cada bóveda.
La boca del aljibe es de construcción moderna, adosado a las tapias del carmen, y está constituido por un arco de medio punto, enmarcado por un alfiz. Toda la portada exterior, renovada en 1985, está realizada en ladrillo y está cubierto con un pequeño tejado a dos aguas con alero.